# Ein Carmel
Ein Carmel ( עֵין כַּרְמֶל) est un kibboutz fondé en 1947.

## Historique
Il est créé en 1947 par des membres du Kibboutz de Ramat-Rachel, des membres du Bataillon du Travail.